# Cancel Culture
Cancel Culture (englisch etwa „Absagekultur“, „Löschkultur“ oder „Zensurkultur“), im Deutschen orthographisch korrekt Cancel-Culture oder Cancelculture, ist ein politisches Schlagwort, das systematische Bestrebungen zum partiellen sozialen Ausschluss von Personen oder Organisationen bezeichnet, denen unliebsame Aussagen beziehungsweise Handlungen vorgeworfen werden.

## Wortbedeutung und Wirkungsweise
Das Schlagwort Cancel Culture stammt aus dem englischen Sprachraum. Es wird vereinzelt als Absage-, Lösch- oder Zensurkultur übersetzt, ist in deutschsprachige Debatten aber überwiegend als Anglizismus eingegangen. Es steht in der Tradition der Auseinandersetzungen um Political Correctness (politische Korrektheit). In den USA der frühen 1990er Jahre etablierte Debattenmuster werden dabei unter einem neuen Schlagwort wiederholt und reanimiert. Ein mit Cancel Culture verwandter Begriff ist Deplatforming, was bedeutet, Betroffenen die öffentlichen Plattformen zu entziehen.

### Ursprung
Den Ursprung der Verwendung des Begriffs Canceln in Bezug auf Personen sehen manche Autoren in einer Szene des Films New Jack City (1991), die laut Drehbuchautor Barry Michael Cooper auf den Song Your Love Is Cancelled (1981) der Band Chic zurückgeht:

“Selina: You’re a murderer, Nino. I’ve seen you kill too many people, Nino.

Nino Brown: Cancel that bitch. I’ll buy another one.”

Im Jahr 2014 verbreitete sich der Ausspruch „You’re canceled“ in Anlehnung an die Textzeile in New Jack City durch eine Reality-Show im US-amerikanischen Sender VH1 und fand weite Verbreitung in sozialen Netzwerken wie X und besonders in queeren, schwarzen Communitys, die häufig als Black Twitter bezeichnet werden. Dort wurde der Begriff zuerst primär im Sinne eines demonstrativen Verzichts auf ein bestimmtes Kulturprodukt verwendet, teilweise noch ironisch. Parallel entwickelte sich das eng damit verwandte Konzept des „Call-Outs“ („zur Rede stellen“), also das Herausstellen von als problematisch empfundenem Verhalten oder Medienprodukten. Eine besondere Rolle für die Verbreitung kam Fankulturen zu.
Die Wortkombination Cancel Culture tauchte vermehrt ab 2016 v. a. auf X auf. Die afroamerikanische Autorin Shanita Hubbard verwendete den Begriff im November 2017, um die Turnerin Gabby Douglas zu verteidigen, die nach einer Aussage, dass Frauen durch ihre Kleidung eine Mitverantwortung für sexuellen Missbrauch hätten, massiver öffentlicher Kritik ausgesetzt war:

“Let’s talk ‘cancel culture’. Personally, I am willing to give a lot of grace to young Black girls simply because the world doesn’t. I wasn’t born reading bell hooks. I had to grow. So does Gabby Douglas. And so do some of you.”

„Reden wir über ,Cancel Culture.‘ Ich persönlich bin bereit, jungen schwarzen Mädchen viel Güte zu schenken, einfach weil die Welt es nicht tut. Ich wurde nicht damit geboren, bell hooks zu lesen. Ich musste wachsen. So auch Gabby Douglas. Und so auch einige von euch.“

Im Oktober 2017 wurden Vorwürfe von sexuellen Übergriffen gegen Harvey Weinstein laut, die zur Kündigung (Cancellation) seiner Projekte, dem Ausschluss von der Academy of Motion Picture Arts and Sciences und juristischen Konsequenzen inklusive einer Verurteilung wegen sexuellem Missbrauch und Vergewaltigung führte. Durch diese Ereignisse wurde die MeToo-Bewegung bekannt, und viele Betroffene teilten ihre eigenen Vorwürfe sexuellen Fehlverhaltens, die zum Karriereende einiger Beschuldigter führten.
In den weiteren Monaten fand der Begriff weite Verbreitung auf X, überwiegend im Sinne einer Kritik an der Praxis des Cancelns. Als im Zuge der #MeToo- und Black-Lives-Matter-Bewegungen das Benennen von vermeintlichen Fehlverhalten häufiger zu Auswirkungen für die Betroffenen führten, setzte sich der Begriff der Cancel Culture für Personen durch, deren beleidigende, diskriminierende, rassistische, antisemitische, verschwörungsideologische, bellizistische, misogyne, homophobe oder transphobe Aussagen beziehungsweise Handlungen zu Absagen von Auftritten und ähnlichen Konsequenzen führten.

### Begriffliche Differenzierungen
Die Medienwissenschaftlerin Eve Ng differenziert begrifflich zwischen Praktiken des Cancelns, Cancel-Diskursen und Cancel Culture: Zu den Cancel-Praktiken gehört insbesondere der Entzug von Aufmerksamkeit in den sozialen Medien, aber auch der öffentliche Entzug von Unterstützung. Cancel-Praktiken können von Individuen, Gruppen oder Institutionen durchgeführt werden und u. a. Individuen, Marken, Firmen oder Medieninhalte zum Ziel haben. Typischerweise geht es um Fragen sozialer Gerechtigkeit, dabei vor allem um Sexismus, Heterosexismus, Homophobie und Rassismus. Canceln richtet sich vor allem gegen diejenigen, die aufgrund ihres Geschlechts oder ihrer Hautfarbe (englisch Race) als privilegiert angesehen werden. Damit gehen in der Regel Beschuldigungen einher, die den Ruf der betroffenen Person schädigen können. Entsprechende Vorfälle haben vereinzelt auch zu Entlassungen sowie zur Absetzung von Filmen und Fernsehserien geführt. Cancel-Diskurse bezeichnen Diskussionen und Kommentare zu Cancel-Praktiken und deren Folgen. Ng unterscheidet zwischen Cancel-Diskursen 1. Ordnung, die auf den gleichen Plattformen wie Cancel-Praktiken stattfinden, und Diskursen 2. Ordnung, wie sie beispielsweise in Zeitungsberichten geführt werden. Cancel Culture fasst Ng als analytischen Begriff, der sowohl Cancel-Praktiken als auch Cancel-Diskurse beinhaltet.
Ähnlich wie Ng unterscheidet der Literaturwissenschaftler Adrian Daub drei miteinander verzahnte Bedeutungsebenen von Cancel Culture: Sie beschreibt erstens moralische Überreaktionen in den sozialen Medien, die von diesen begünstigt werden. Zweitens werden sozialmediale Dynamiken als Teil einer allgemeinen Verschiebung aufgefasst, die auch die übrige Kultur und Öffentlichkeit betrifft. Drittens wird die Kultur des Cancelns insbesondere im deutschsprachigen Raum mit einer Spaltung der Gesellschaft verbunden.

## Verwendung

### Verwendung nach politischen Gruppierungen
Im Laufe der Zeit hat der Begriff eine stärker abwertende Konnotation angenommen. Der Ausdruck wird auf diese Weise hauptsächlich von Rechtsextremen, Konservativen, Rechtslibertären und Neoliberalen gegenüber (nur vage und jeweils unterschiedlich definierten) Linken verwendet. Aber auch Linke verwenden mitunter den Begriff in diesem Sinne.
Cancel Culture werde jedoch teilweise zu Unrecht meist linken oder identitätspolitischen Initiativen vorgeworfen. Konservative Kritiker der Cancel Culture sowie rechte, ausländerfeindliche Akteure verfolgten entsprechende Strategien der Aufkündigung des Dialogs und der Denunziation einzelner Personen, Organisationen, Medien und Publikationen mitunter selbst viel exzessiver. Donald Trump beispielsweise habe durch teilweise ungerechtfertigte Vorwürfe versucht, politische Gegner, kritische Journalisten und sogar Sportler aus ihren Anstellungen zu drängen. In der Washington Post kritisierte der Journalist Clyde McGrady, dass ein ursprünglich von jungen, schwarzen Menschen verwendeter Terminus durch weiße Nutzer des Begriffs appropriiert und kommodifiziert worden sei und inzwischen sogar häufig gegen sie und die Werte, für die sie stünden, instrumentalisiert werde.
Die Methode der Cancel Culture wird von rechts außen auch gegen Politiker angewendet. So haben zum Beispiel rechte Republikaner in Wyoming 2022 sogar eine Liste von Politikern angelegt, die vom rechten Weg abgekommen sein sollen, um sie bei Vorwahlen abzustrafen, und Liz Cheney ist bisher nur das prominenteste Beispiel. Stephanie Muravchik und Jon A. Shields berichten in der New York Times, dass rechte Tugendwächter beispielsweise auf der Plattform WyoRINO (RINO steht für „Republican In Name Only“, also: nur dem Namen nach republikanisch) Abgeordnete bloßstellen, die „die sich zu Unrecht als Republikaner“ bezeichnen, das heißt deren Abstimmungsverhalten kleinste Anzeichen für eine abtrünnige Haltung aufweisen.

### Verwendung in der Tagespresse

#### Im englischsprachigen Raum
Gegen Kulturerzeugnisse gerichtete Aktionen wurden medial als Cancel Culture eingeordnet: Der Film Vom Winde verweht wurde zeitweise aus dem Programm des Streamingdienstes HBO Max genommen, weil er die Sklaverei in den amerikanischen Südstaaten verharmlose.
Die Washington Post stellte im Januar 2020 statistisch fest, dass der konservative Fernsehsender Fox News das Schlagwort Cancel Culture seit 2017 fünfmal so oft verwendete wie CNN und siebenmal so oft wie MSNBC. Der Begriff wird auch in Zusammenhang mit der Revision von als rassistisch wahrgenommenem kulturellen Erbe, wie zum Beispiel Denkmälern von Kolonialisten oder Blackfacing, gebraucht.
Auch ein Boykottaufruf gegen Joanne K. Rowling im Jahr 2020, nachdem sie ihre Meinung bezüglich des Themas Geschlechtsidentität geäußert hatte und dabei der Transphobie beschuldigt worden war, wurde von Beobachtern als Beispiel für Cancel Culture gedeutet.
Der New York Times wurde im Jahr 2021 ein Fall von Cancel Culture zugeschrieben, als Chefredakteur Dean Baquet den Journalisten Donald McNeil Jr. zur Kündigung trieb, nachdem dieser nach einer Diskussion über Rassismus, in der er das Wort „Nigger“ als Zitat verwendet hatte, Ziel medialer Berichterstattung und interner Auseinandersetzungen geworden war, in deren Folge ein Teil der Mitarbeiter ihren Unmut durch ein Schreiben an den Herausgeber Arthur Gregg Sulzberger zum Ausdruck brachten. Der Vorfall spaltete die Redaktion über die Frage, ob es sich um unlauteres Stummstellen missliebiger Meinungen oder um Konsequenzen für unsoziales Verhalten gehandelt habe. Der US-Korrespondent Peter Mücke ordnete den Vorfall in die tief gespaltene amerikanische Gesellschaft ein, in der teilweise auf religiöse Weise über Sprache gestritten werde, und betont zudem, dass McNeil auch deshalb Feinde in der New York Times gehabt habe, da er sich gewerkschaftlich engagierte und eine bessere Bezahlung erreichen wollte.
In der New York Times wurde der Begriff 2022 in einem gewendeten Sinn benutzt. Die beiden Autoren des Buchs Trump’s Democrats, Stephanie Muravchik und Jon A. Shields, verwendeten ihn dafür, dass Liz Cheney, republikanische Abgeordnete Wyomings im US-Repräsentantenhaus, bei den Vorwahlen 2022 nicht wieder dafür nominiert wurde, weil sie sich nach dem Sturm auf das Kapitol in Washington 2021 gegen Trump gestellt hatte.

#### In Deutschland
Anfang August 2019 veröffentlichten Max Tholl im Tagesspiegel und Hannah Lühmann in Die Welt Artikel über Cancel Culture und führten als Beispiel aus Deutschland die Ausladung des AfD-nahen Malers Axel Krause von der Leipziger Jahresausstellung im Frühjahr 2019 an.
Am 28. Oktober 2019 erschien in der Süddeutschen Zeitung ein Artikel, in dem die Autorin Susan Vahabzadeh schrieb: „Die Polarisierung medialer Debatten ist in Deutschland mit dem, was in den USA üblich geworden ist, nicht zu vergleichen. […] Dennoch kommt die amerikanische Cancel Culture auch bei uns an.“ Als Beispiele führte sie Proteste gegen AfD-Gründer Bernd Lucke an der Universität Hamburg im Oktober 2019 sowie die Verhinderung einer Lesung Thomas de Maizières beim Göttinger Literaturherbst durch eine Blockade von studentischen Demonstranten an. Der Politikwissenschaftler und Soziologe Floris Biskamp ging im Tagesspiegel vom 27. Mai 2020 auch auf diese und weitere Beispiele ein, um jedoch den Schluss zu ziehen: „Die ständige Rede von Meinungsdiktatur, Diskurswächtern und Cancel Culture wird der Realität an deutschen Universitäten in keiner Weise gerecht.“
Die vorübergehende Löschung eines von der Deutschen Forschungsgemeinschaft anlässlich ihres 100. Geburtstages veröffentlichten Audiobeitrags des Komikers Dieter Nuhr wurde von Nuhr als Teil einer Cancel Culture gewertet und hatte öffentliche Debatten zur Folge. (siehe Dieter Nuhr #DFG-Beitrag 2020) Auch die Ausladung Lisa Eckharts vom Harbour-Literatur-Festival in Hamburg wurde als Cancel Culture kontextualisiert und hatte eine kontroverse Debatte zur Folge.
Im Jahre 2021 wurde gegen Luke Mockridge ein Verdacht der sexuellen Nötigung seiner Exfreundin Ines Anioli bekannt, zehn weitere Frauen erhoben ebenfalls Vorwürfe übergriffigen Verhaltens. Gegen die Berichterstattung und Aktionen gegen Mockridges Auftritte wurde Kritik laut: So war etwa von einem „Pranger“ und von Cancel Culture die Rede. Die Luzerner Zeitung schrieb, dass der Fall „exemplarisch für die Frage, wie die Öffentlichkeit auf juristisch nicht beweisbare Anschuldigungen“ reagieren solle, stehe.
Die heftigen Reaktionen auf die umstrittene Aktion Allesdichtmachen aus dem Jahre 2021 bis hin zu Forderungen, TV-Verträge mit den beteiligten Schauspielern aufzukündigen, wurden als Beispiele für Cancel Culture gesehen.
Ebenfalls wurden die Parteiausschlussverfahren gegen Boris Palmer und Sahra Wagenknecht 2021 von Marcel Fürstenau als „üble Spielart von Cancel Culture“ kritisiert. Diese weckten Erinnerungen an „längst vergangene Zeiten: als kritische Geister ganz schnell als Abweichler kaltgestellt und hinausgeworfen wurden.“ Von diesen beiden grenzt er die seiner Ansicht nach eindeutigen Fälle Andreas Kalbitz und Thilo Sarrazin ab, deren Ausschluss von AfD respektive SPD er für richtig hält.
Der Literaturwissenschaftler Adrian Daub zeigt 2022, dass die Berichterstattung über Cancel Culture sich bevorzugt der Anekdote bedient. Typischerweise sollen einzelne Beispiele für einen breiteren Trend einstehen. Dass diese Anekdoten meist auf bestimmte Aspekte hin selektiert sind, wird dabei ebenso unterschlagen wie ihre Entstehungskontexte und Überlieferungsketten. So häufen sich auch im deutschsprachigen Diskurs partikulare Anekdoten aus dem US-amerikanischen Raum, deren Repräsentativität für eine allgemeine Cancel Culture fraglich ist. Die Anekdoten werden in der Regel aus der Perspektive vermeintlicher Cancel-Culture-Opfer erzählt. Durch die Ausblendung der Gegenseite werden Sachverhalte tendenziell einseitig, übertrieben und teilweise falsch dargestellt. Es habe zwar durchaus Fälle gegeben, so Daub, bei denen sich zum Beispiel Uni-Leitungen gegenüber einem Mitarbeiter falsch verhalten hätten, der durch Vorwürfe von Studenten unter Druck geraten sei. Doch dabei handele sich um Einzelfälle, die sich für eine generelle Debatte über Cancel Culture nicht eigneten. Vor diesem Hintergrund sind die folgenden Beispiele nicht als Faktensammlung oder Belege zu verstehen, sondern als Beispiele für die Verwendung des Schlagworts in sehr unterschiedlichen Kontexten und Anekdoten.
In seiner Eröffnungsrede der Frankfurter Buchmesse 2023 kritisierte der slowenische Philosoph Slavoj Žižek die Ausladung der Schriftstellerin Adania Shibli als cancel culture.
Die Kultur- und Medienwissenschaftlerin Christina Pautsch sieht die millionenfache Praxis der Verdrängung ostdeutscher ins Abseits durch Massenentlassungen oder die Entwertung von Berufs- und Bildungsbiografien, durch die Verramschung einer ganzen Volkswirtschaft und die Degradierung kollektiver Lebensleistung sowie jahrzehntelange offene Verhöhnung ostdeutscher Herkunft durch Politik und Medien als Cancel Culture „lange bevor es einen Begriff dafür gab.“
Jan Böhmermann verwendete den Begriff der Cancel Culture, um damit Einschüchterungsversuche durch Klagen gegenüber kritischer Berichterstattung zu beschreiben.

## Rezeption
Im Jahr 2020 war der Begriff in Deutschland laut Freitag umstritten, der schrieb, dass „die Feuilletons der Republik sich über den Begriff Cancel Culture den Kopf zerbrechen“. Cancel Culture wird einerseits als Gefahr für den öffentlichen Diskurs gesehen; andererseits als ein übertreibender konservativer Kampfbegriff kritisiert, mit dem legitimer Protest, der wichtig für die Demokratisierung der öffentlichen Debatte sei, abgewehrt werden solle.

### Kritik an Cancel Culture und sozialen Medien
Diagnosen einer Cancel Culture gehen häufig mit einer Kritik an der politischen Linken einher, der Intoleranz für Meinungen jenseits eines suggerierten linken Mainstreams vorgeworfen wird. Später wurde von Kommentatoren mit Besorgnis darauf hingewiesen, dass Cancel Culture auch in nicht zu unterschätzender Weise von politisch Rechten gelebt werde, insbesondere nach der Machtübernahme von Trump in den USA und dem Erstarken der AfD in Deutschland. (siehe Verwendung nach politischen Gruppierungen) Cancel Culture wird allgemein als Gefahr für demokratische Grundrechte wie Meinungsfreiheit, sowie Freiheit von Kunst und Wissenschaft gewertet und mitunter sogar mit Zensur in Verbindung gebracht.
Große mediale Aufmerksamkeit erhielt im Juli 2020 ein Schreiben mit dem Titel „Ein Brief über Gerechtigkeit und offene Debatten“, das im US-amerikanischen Harper’s Magazine veröffentlicht wurde. Zu den über 150 Unterzeichnern gehörten unter anderem Autoren wie J. K. Rowling, Margaret Atwood, Salman Rushdie und Daniel Kehlmann sowie der Linguist Noam Chomsky. Auch wenn der Begriff in dem Schreiben nicht auftaucht, wurde es als Kritik an der Cancel Culture in den USA verstanden. Steven Pinker, einer der Unterzeichner, begründete seine Unterstützung des Briefs in der Welt am Sonntag: Zum einen werde durch die Cancel Culture das Leben unschuldiger Menschen ruiniert. Zum anderen werde eine jüngere Generation von Intellektuellen, Wissenschaftlern und Künstlern eingeschüchtert und traue sich nicht mehr, eine andere Meinung zu äußern. Außerdem lähme der Trend, Menschen mit anderen Überzeugungen zu verleumden oder zu feuern, die Fähigkeit, kollektiv Probleme zu lösen.
Sahra Wagenknecht bezeichnete die Cancel Culture in ihrem 2021 erschienenen Bestseller Die Selbstgerechten als einen Begriff „für Kampagnen, deren erklärtes Ziel darin besteht, unliebsame Intellektuelle mundtot zu machen und sozial zu vernichten“.
Auch Barack Obama warnte vor den Gefahren der Cancel Culture, insbesondere der damit verbundenen Idee, dass Menschen jederzeit fehlerfrei und politisch korrekt sein könnten: „Es gibt Mehrdeutigkeiten. Menschen, die wirklich gute Sachen machen, haben Schwächen. Menschen, die ihr bekämpft, lieben vielleicht ihre Kinder und teilen bestimmte Dinge mit euch.“ Es sei stattdessen notwendig die Aufmerksamkeit auf Missstände zu richten, also „wenn Institutionen oder Individuen grausam sind, wenn sie Menschen diskriminieren“.
Auch wenn Kritiker soziale Anliegen der Cancel Culture gelegentlich anerkennen, weisen sie auf Defizite ihres Vorgehens hin. Cancel Culture gehe es nicht darum, offene Debatten zu führen und provokante Behauptungen sachlich zu widerlegen, sondern darum, ihre Urheber zu diskreditieren. Zahlreiche Kritiker mahnen deshalb statt des vorschnellen „Cancelns“ einzelner Personen eine differenziertere und verhältnismäßige Betrachtung der jeweiligen Einzelfälle an. Dabei sollte zwischen der Person und einer einzelnen Handlung unterschieden werden. Der Boykott von Personen oder Produkten ist laut Cancel Culture-Kritikern als letztes Mittel zu betrachten, und anderen dürfe nie das Recht abgesprochen werden, bestimmte Produkte zu konsumieren oder Veranstaltungen zu besuchen. Verschiedene Akteure, die als links oder progressiv gelten, wie beispielsweise Loretta Ross, sprechen sich statt Cancel Culture für offene Debatten und versöhnliche, transformatorische Herangehensweisen an Meinungsverschiedenheiten aus, um an das Mitgefühl des Gegenübers zu appellieren und so eine Änderung des Verhaltens zu bewirken.
Eine verbreitete Kritik an Cancel Culture besagt, dass sie ökonomische Ungleichheit zugunsten der Kategorien Race und Gender vernachlässige und von zentralen sozialen Problemen ablenke. Der Cancel Culture zugeordneten Aktivisten wird deshalb Blindheit für die eigentlichen Ursachen der Unterdrückung vorgeworfen. Einige Journalisten nehmen an, dass die vorrangig jungen, linksliberalen Aktivisten, die Cancel Culture betrieben, häufig selbst ökonomisch privilegiert seien, ohne ein Bewusstsein für ihre Privilegien zu haben. Vor diesem Hintergrund erscheine Cancel Culture als sprachliche Kontrolle und zusätzliche Unterdrückung ausgebeuteter Arbeiter, denen eine „fein entwickelte Höflichkeit“ und „Achtung vor sprachlichen Moden“ fehle. Dies widerspreche so dem inklusiven Anspruch der Aktivisten. Die Autorin Helen Lewis sieht die Cancel Culture auch als ein Mittel kapitalistischer Konzerne, um durch wenig einschneidende „progressive Gesten“ echten Debatten über Gleichberechtigung aus dem Weg zu gehen. Dadurch würden bestehende diskriminierende Strukturen erhalten und stabilisiert.
Des Weiteren wird kritisiert, dass die Praktiken, die sich unter dem Begriff Cancel Culture subsumieren lassen, nicht nur Reiche und Mächtige treffen können, sondern auch weniger bekannte Persönlichkeiten sozialer Medien, die möglicherweise selbst marginalisierten Gruppen angehören, und für die anhaltend negative bis belästigende Kommentare in sozialen Medien ernsthafte psychische und ökonomische Folgen haben können.
Ben Burgis sieht die Ursache dieser Praktiken vor allem in den kommerziellen sozialen Medien, die so angelegt seien, dass sie eine „Kultur der gegenseitigen Überwachung und der leichtfertigen Denunziation“ begünstigen würden. In ähnlicher Weise kritisiert Natalie Wynn die sozialen Medien dafür, „darauf abzuzielen, Neid zu fördern und die Menschen unzufrieden zu machen mit dem, was sie sind und was sie haben“, was zu einer „Mentalität der Spanischen Inquisition“ führe.
Die Kulturwissenschaftlerin Eve Ng (2022) kommt in ihrem Werk Cancel Culture: A Critical Analysis zu dem Schluss, dass die Kritik der amerikanischen Rechtsextremisten an der Cancel-Culture vor allem während der Proteste infolge des Todes von George Floyd und des zweiten Amtsenthebungsverfahrens gegen Donald Trump zunahm. In diesem Anti-Cancel-Culture-Diskurs setzten Konservative Kritik am Rassismus in den Vereinigten Staaten und an struktureller Ungleichheit in der Gesellschaft mit einem Angriff auf die freiheitlichen Grundwerte der Nation gleich. Insbesondere der Triumph der Alt-Right an der Seite Donald Trumps bei der Präsidentschaftswahl 2016 habe die Parteibasis der Republikaner in Sachen Identitätspolitik verhärtet und ihre Opferstilisierung als Verfolgte eines linksradikalen Establishments verstärkt. So hätten sie die Entfernung von Statuen historischer Personen, die beispielsweise für die Sklaverei in den Vereinigten Staaten eingestanden hatten, als Cancel Culture angegriffen.

### Begriffskritik
Kritiker des Begriffs weisen auf die privilegierte Stellung derjenigen hin, die ihn zumeist verwenden. So handelt es sich bei den Unterzeichnern des „Briefes über Gerechtigkeit und offene Debatten“ laut einigen Kommentatoren um Größen des Kulturbetriebs, die über öffentliche Plattformen verfügten und es gewohnt seien, dass ihre Ansichten mit Respekt gehört würden. Was von den Unterzeichnern als Angriff auf die Redefreiheit kritisiert werde, sei vielmehr eine Hinterfragung ihrer Autorität sowie historisch tief verankerter hegemonialer Machtverhältnisse. Diese bestehenden Machtverhältnisse und dadurch entstehende Ausschlüsse würden durch die Kritik an der Cancel Culture verschleiert, während ihre Infragestellung nicht nur von den sozialen Medien ausgehe, sondern auch von historisch benachteiligten Gruppen sowie von einer jüngeren Generation, die von der etablierten Generation Rechenschaftspflicht und eine Auseinandersetzung auf Augenhöhe fordere. Was als Cancel Culture kritisiert werde, sei vielmehr eine Korrektur bestehender Ungerechtigkeiten, denen der ‚klassische Liberalismus‘ zu wenig Aufmerksamkeit entgegenbringe.
Der Politikwissenschaftler Karsten Schubert wendet sich gegen das konservative Argument, die als Cancel Culture bezeichnete emanzipative Kritik schränke Kunst- und Meinungsfreiheit ein: Kunst- und Meinungsfreiheit seien juristisch „in erster Linie Abwehrrechte gegen den Staat“, der bei den Debatten um Cancel Culture und Kunstfreiheit jedoch meist keine Rolle spiele.
Einige Kommentatoren beobachten, dass zuletzt sehr unterschiedliche Vorfälle und Debatten mit Cancel Culture in Verbindung gebracht worden seien. Die Begriffsverwendung zeichne sich somit durch eine gewisse Vagheit aus. Kontextlose Vorwürfe von Cancel Culture könnten das Wort als „Kampfbegriff“ funktionalisieren, der eine gesellschaftliche Polarisierung vorantreibe. Auch Samira El Ouassil sieht in Cancel Culture einen ideologischen Kampfbegriff, der überwiegend von Rechtspopulisten und Rechtsextremen genutzt werde, um berechtigte Proteste zu delegitimieren. Adrian Daub beschreibt die mediale Empörung über vermeintliche Exzesse der Cancel Culture als moralische Panik, an der sich auch deutschsprachige Medien bereitwillig beteiligen würden, ohne zu merken, „dass sie sich zu Handlangern und Verstärkern ideologisch motivierter Realitätsverdrehungen machen.“ Auch ein Beitrag der Deutschen Welle sieht in Cancel Culture ein emotional aufgeladenes Modewort und den Versuch, „etwas zu einem aktuellen Phänomen hochzustilisieren, was in Wahrheit gar nicht neu ist.“ Es seien mitunter mediale Scheingefechte in der deutschen Presse über die emotionale Intensität bestimmter Proteste, die anstelle einer inhaltlichen Diskussion geführt werden. Das emotionale Niveau der medialen Aufregung sei „neu – und mindestens ebenso nutzlos wie der verallgemeinernde Modebegriff Cancel Culture“.
Auch die in vielen Debattenbeiträgen angenommenen Auswirkungen von Cancel Culture wurden hinterfragt. Der Entzug von Aufmerksamkeit wirke in vielen Fällen nicht dauerhaft, sondern bleibe zeitlich beschränkt. Provokante Aussagen und dadurch ausgelöste Cancel-Culture-Vorwürfe könnten teilweise sogar dazu dienen, zusätzliche Aufmerksamkeit zu generieren. So war im Anschluss an die Debatten um Lisa Eckhart eine deutliche Steigerung der Verkaufszahlen ihres Buchs „Omama“ zu verzeichnen. Adrian Daub spricht deshalb von einer „Aufmerksamkeitsökonomie“, von der neben den vermeintlichen Opfern der Cancel Culture auch jene meist konservativen oder rechten Medien profitieren, die unablässig neue Berichte und inhaltlich nahezu identische Artikel über Cancel Culture publizieren.

### Netzwerke und Aktionen gegen Cancel Culture
Im September 2020 initiierten Milosz Matuschek und Gunnar Kaiser (1976–2023) den Appell für freie Debattenräume, der sich gegen Cancel Culture und für freie Debattenräume einsetzt. Das am 2. Februar 2021 gegründete Netzwerk Wissenschaftsfreiheit aus über 70 festangestellten Wissenschaftlern will laut FAZ „Opfern der Cancel Culture seine Unterstützung“ anbieten und „unzulässig ausgegrenzte Sichtweisen in eigenen Veranstaltungen wieder ein Forum verschaffen, solange sie sich im Rahmen von Gesetz und Verfassung bewegen“. Nach Ansicht der Süddeutschen Zeitung ist das Netzwerk in das konservative Spektrum einzuordnen. Nach Ansicht des Neuen Deutschlands lässt sich die politische Ausrichtung nicht eindeutig festlegen; mit Robert Pfaller und Vojin Saša Vukadinović seien auch Linke im Netzwerk vertreten und die Sprecherin des Netzwerks, Sandra Kostner, vertrete einen humanistischen Liberalismus.
Im Jahre 2021 gründeten in den USA 200 Wissenschaftler vor verschiedenen politischen Hintergründen die Academic Freedom Alliance („Akademische Freiheitsallianz“) als Reaktion auf die Cancel Culture, die sie als Gefahr für die freie Gesellschaft und die Toleranz gegenüber Andersdenkenden sehen. Die Allianz wolle Hochschullehrer dabei unterstützen, „zu sprechen, zu unterrichten und zu veröffentlichen, ohne Angst vor Sanktionen, Mobbing, Bestrafung oder Verfolgung“ haben zu müssen.
Die britische Regierung unter Boris Johnson beabsichtigte im Februar 2021, ein Gesetz gegen Cancel Culture zu verabschieden.